# 부생
진 월여왕 부생(秦 越厲王 苻生, 335년 ~ 357년, 재위 : 355년 ~ 357년)은 오호십육국시대 전진의 제2대 황제로, 원래 이름은 포생(蒲生, 350년 부(苻)씨로 개성), 자는 장생(長生)이며, 약양군 임위현(臨渭縣) 사람이다.

## 생애
부생은 부건(苻健)의 셋째 아들로 335년에 태어났다. 태어날 때부터 한 쪽 눈이 불구였고, 성정이 포악하여 조부 부홍(苻洪)에게 미움을 받았다.
354년에 형 부장(苻萇)이 전쟁에서 얻은 상처로 사망하자 전진의 태자 자리가 비게 되었다. 부건은 당시 유행하던 도참인 '오양삼안(五羊三眼 : 양 세 마리에 눈 다섯 개)'을 따라 애꾸눈인 부생을 태자로 삼았다.
355년에 부건이 죽자 뒤를 이어 황제에 즉위한 부생은 잔혹한 폭정을 일삼았다. 사람을 예사로 죽이고 공신들을 마음대로 처형하였다. 355년, 전량(前凉)이 전진에 속국이 되었으며, 357년에는 강족 요양(姚襄)의 침공을 막아 요양을 전사시켰고 항복해 온 요장(姚萇)을 받아들였다.
같은 해 부견(苻堅)의 반정으로 살해당했고 시호를 여왕으로 하였다.

## 참고 문헌
- 《자치통감(資治通鑑)》
- 《진서(晉書)》

| 전 대 부건(苻健) | 제2대 전진 황제 355년 ~ 357년 | 후 대 부견(苻堅) |